# مدونة وطن
بوابة إلكترونية متخصصة بإعلام المجتمع المحلي في سوريا.

## عن الموقع
تأسست (eSyria) في 16 نيسان/أبريل 2008 برعاية من الجمعية العلمية السورية للمعلوماتية، أعادت تجديد هيكليتها ونماذج عملها وأساليب الإدارة الإعلامية ومعاييرها في أواخر عام 2013 من خلال اعتماد نماذج إعلامية جديدة.
تهدف إلى صناعة محتوى رقمي محلي من خلال الاعتماد على محرريها ومراسليها في مختلف المدن والقرى، ومرجعية ومصادر محتواها هو المكونات الاجتماعية المختلفة.
يعمل في "eSyria" حالياً 30 مراسلاً ميدانياً محترفاً، موزعين في مختلف المناطق السورية، يعملون تحت إشراف هيئة تحرير مركزية مقرها العاصمة دمشق.

## فريق عمل الموقع
- رئيس التحرير: لمى غسان علي
- هيئة التحرير: ضياء الصحناوي، فراس القاضي

### مراسلو الموقع
يزن خضور، ابتسام بوسعد، إدريس مراد، آلاء بكر، أوهانيس شهريان، رامه شويكي، رامي العايق، رماح إسماعيل، رهان حبيب، سمر وعر، طلعت الحسين، عبد العظيم العبد الله، عمار جواش، علا بدور، عزة آقبيق، فاديا بركات، فراس مشوح، ليلى علي، معين العماطوري، منال السابق، منال غانم، مها محفوض، نجوى محمود، نورس علي، نيرمين الموصللي، هيثم العلي، وفاء سلطان، ولاء عربي، يارا الناصر
- تدقيق لغوي: لميس فرحة
- مسؤول تقني: حسن عروس
- مسؤول إداري: ريم آل بنود